# Белогриц-Котляревский, Леонид Сергеевич
Леони́д Серге́евич Белогриц-Котляре́вский (9 (21) февраля 1855 — 27 июля (9 августа) 1908) — российский учёный-правовед, специалист по уголовному праву, ординарный профессор Киевского университета, действительный статский советник.

## Биография
Родился в Полтаве в семье обер-офицера. Его старший брат Иван Сергеевич Белогриц-Котляревский (1852—1921), как отец стал военным, а Леонид после окончания Полтавской гимназии поступил на юридический факультет Университета Св. Владимира, который окончил в 1876 году со степенью кандидата прав. Был оставлен в университете для приготовления к профессорскому званию по кафедре уголовного права и в 1880 году защитил диссертацию «О воровстве-краже по русскому праву», за которую был удостоен степени магистра уголовного права. В следующем году командирован с научной целью за границу.
По возвращении, в 1883 году был назначен доцентом по кафедре уголовного права в Демидовский юридический лицей; с 1885 года — экстраординарный профессор. В 1886 году защитил на юридическом факультете Санкт-Петербургского университета диссертацию «Преступления против религии в важнейших государствах Запада», за которую был удостоен степени доктора уголовного права. В следующем году был назначен ординарным профессором Демидовского лицея по занимаемой им кафедре.
В 1891 году перешёл в Университет Св. Владимира — ординарным профессором кафедры уголовного права. Дослужился до чина действительного статского советника (1899); был награждён орденом Св. Владимира 3-й степени (1907).
Занимался общественной деятельностью. Избирался почётным мировым судьёй Киевского уезда и гласным Киевской городской думы, состоял членом Общества вспомоществования студентам университета Св. Владимира. В 1908 году стал членом-учредителем Киевского клуба русских националистов.
Внёс вклад в разработку вопросов всеобщей истории и теории права. Идя от правовой нормы как части положительного права, стремился установить тот реальный факт, на почве которого возникла эта норма. Первоисточник права находил в самой природе человека, не исключая влияния внешних условий и меняющихся общественных отношений. В истории уголовного права выделял два периода: «время частных наказаний» и «время наказаний общественных».

## Труды
- О воровстве-краже по русскому праву. Историко-догматич. исследование. — Киев: Университетск. тип., 1880.
- Преступления против религии в важнейших государствах Запада. Историко-догматич. исследование. — Ярославль, 1886.
- Объяснительная записка к проекту уголовного уложения «Посягательства имущественные». 1886.
- Понятие уголовного права и основания наказания. — Ярославль: Тип. Губ. правл., 1883.
- Роль обычая в уголовном законодательстве. — Ярославль: Тип. Г. В. Фальк, 1888.
- Творческая сила обычая в уголовном праве. — Ярославль, 1890.
- Учебник русского уголовного права: Общая и особенная части. — Киев: Южно-рус. кн-во Ф. А. Иогансона, 1903.